# Grande Sertão: Veredas
 (octobre 2021).
La mise en forme du texte ne suit pas les recommandations de Wikipédia : il faut le « wikifier ».
Les points d'amélioration suivants sont les cas les plus fréquents :
- Les titres sont pré-formatés par le logiciel. Ils ne sont ni en capitales, ni en gras.
- Le texte ne doit pas être écrit en capitales (les noms de famille non plus), ni en gras, ni en italique, ni en « petit »…
- Le gras n'est utilisé que pour surligner le titre de l'article dans l'introduction, une seule fois.
- L'italique est rarement utilisé : mots en langue étrangère, titres d'œuvres, noms de bateaux, etc.
- Les citations ne sont pas en italique mais en corps de texte normal. Elles sont entourées par des guillemets français : « et ».
- Les listes à puces sont à éviter, des paragraphes rédigés étant largement préférés. Les tableaux sont à réserver à la présentation de données structurées (résultats, etc.).
- Les appels de note de bas de page (petits chiffres en exposant, introduits par l'outil «  Source ») sont à placer entre la fin de phrase et le point final[comme ça].
- Les liens internes (vers d'autres articles de Wikipédia) sont à choisir avec parcimonie. Créez des liens vers des articles approfondissant le sujet. Les termes génériques sans rapport avec le sujet sont à éviter, ainsi que les répétitions de liens vers un même terme.
- Les liens externes sont à placer uniquement dans une section « Liens externes », à la fin de l'article. Ces liens sont à choisir avec parcimonie suivant les règles définies. Si un lien sert de source à l'article, son insertion dans le texte est à faire par les notes de bas de page.
- La présentation des références doit suivre les conventions bibliographiques. Il est recommandé d'utiliser les modèles {{Ouvrage}}, {{Chapitre}}, {{Article}}, {{Lien web}} et/ou {{Bibliographie}}. Le mode d'édition visuel peut mettre en forme automatiquement les références.
- Insérer une infobox (cadre d'informations à droite) n'est pas obligatoire pour parachever la mise en page.

Pour une aide détaillée, merci de consulter Aide:Wikification.
Si vous pensez que ces points ont été résolus, vous pouvez retirer ce bandeau et améliorer la mise en forme d'un autre article.
Grande Sertão : Veredas est une mini-série brésilienne produite par Rede Globo et diffusée du 18 novembre au 20 décembre 1985 , intégrant les célébrations du 20e anniversaire de la chaîne. Écrit par Walter George Durst, librement inspiré du roman du même nom de Guimarães Rosa et écrit en collaboration avec José Antônio de Souza, il a eu un scénario final et une mise en scène de Walter Avancini, avec l'aide de Luiz Fernando Carvalho.
Bruna Lombardi a été félicitée pour sa création de Diadorim. L'année suivante, elle jouera dans la mini-série Memórias de um Gigolô , produite par la même équipe, et dans le feuilleton Roda de Fogo. Considérée par beaucoup comme une œuvre « inadaptable », en raison de sa complexité narrative et des nombreuses difficultés qui pourraient découler d'une production de l'œuvre, Grande Sertão : Veredas , comme O Tempo eo Vento, a été bien accueillie.

## Synopsis
Dans les luttes sans merci et atroce menées par le sertão, l'œuvre présente les mésaventures du jagunço Riobaldo. Basé sur le classique homonyme de l'écrivain Guimarães Rosa, l'histoire se déroule dans les premières décennies du XXe siècle av. J.-C. et suit le récit de Riobaldo (Tony Ramos) qui, à travers ses pérégrinations, personnifie la dureté du sertaneja et devient une sorte d'interprète du sertão. Il raconte les luttes héroïques de gangs de jagunços, pleines de complots de vengeance, d'amour et de mort.

## Distribution[1]
- Bruna Lombardi : Maria Deodorina / Diadorim / Reinaldo
- Tony Ramos : Riobaldo (Tatarana) / Urutu Branco
- Tarcísio Meira : Hermógenes
- Rubens de Falco : Joca Ramiro
- José Dumont : Zé Bebelo
- Sebastião Vasconcellos : Só Candelário
- Rogério Márcico : Titão Passos
- Eduardo Abbas : João Goanhá
- Wilson Fragoso : Medeiro Vaz
- Castro Gonzaga : Marcelino Pampa
- Lutero Luiz : Garanco
- Walter Santos : Alaripe
- Taumaturgo Ferreira : Fafafa
- João Signorelli : Capixum
- Ana Helena Berenger : Otacília
- Ivan Setta : Aristides
- Mario Alimari : Paspe
- Umberto Magnani : cego Borromeu
- José Augusto Branco : Seu Habão
- Marcos Macena : Ricardão
- Cristina Medeiros : Rosa Uarde
- Arnaldo Weiss : Selorico Mendes
- Lineu Dias : Seu Ornellas
- Silvana Lopes : Mulher de Hermógenes
- Yoná Magalhães : Maria Mutema
- Ney Latorraca : Padre Ponte
- Reinaldo Gonzaga : Père missionnaire
- Carlos Gregório : José Simplício
- Denise Milfont : Nhorinhá
- Maria Helena Velasco : Ana Duzuza
- Ivan Mesquita : Rudgerio Freitas
- Alfredo Murphy : Lacrau
- Érico Vidal : Antenor
- Felipe Donavan : Zabuto
- Manfredo Bahia : João Vaqueiro
- Walter Babalu : Jiribide
- Almir Cabral : Raimundo Lé
- Henrique Lisboa : Maître Lucas
- Ivan de Almeida : Sebastião
- Neuza Borges : Engrácia
- Maria Gladys : Maria do Padre
- Jorge Edson : Quipes
- Paulo Alencar : Sesfredo
- Carlos Lagoeiro : Felisberto
- Geraldo Magela : Dosmo
- Yara de Novaes : Zenaide
- Rogaciano de Freitas : Grand-père Anselmo
- Carlos Walmor : Gavião Cujo
- Paulinho Oliveira : Admeto
- Idioracy Santos : João Peludo
- Valdir Fernandes : Teofrásio
- Paulo Vignolo : enfant de Riobaldo
- Mariana MacNiven : Enfant Diadorim
- Júnior Prata : Dadá Santa Cruz
- Mário Lago : Narrateur / Compadre Quelemen de Góis